# Pleurospermum corydalifolium
Pleurospermum corydalifolium är en flockblommig växtart som beskrevs av James Edward Tierney Aitchison och William Botting Hemsley. Pleurospermum corydalifolium ingår i släktet piplokor, och familjen flockblommiga växter. Inga underarter finns listade i Catalogue of Life.